# ISO 3166-2:MW
ISO 3166-2 données pour le Malawi

## Mise à jour
```
ISO 3166-2:2002-05-21
 
n
o
 
2
```

## Régions (3)
```
C  
Région centrale

N  
Région nord

S  
Région sud
```

## Districts (27)
```
       district       région
MW-BA  
Balaka
          Sud
MW-BL  
Blantyre
        Sud
MW-CK  
Chikwawa
        Sud
MW-CR  
Chiradzulu
      Sud
MW-CT  
Chitipa
         Nord
MW-DE  
Dedza
           Centrale
MW-DO  
Dowa
            Centrale
MW-KR  
Karonga
         Nord
MW-KS  
Kasungu
         Centrale
MW-LK  
Likoma
          Nord
MW-LI  
Lilongwe
        Centrale
MW-MH  
Machinga
        Sud
MW-MG  
Mangochi
        Sud
MW-MC  
Mchinji
         Centrale
MW-MU  
Mulanje
         Sud
MW-MW  
Mwanza
          Sud
MW-MZ  
Mzimba
          Nord
MW-NB  
Baie de Nkhata
  Nord
MW-NK  
Nkhotakota
      Centrale
MW-NS  
Nsanje
          Sud
MW-NU  
Ntcheu
          Centrale
MW-NI  
Ntchisi
         Centrale
MW-PH  
Phalombe
        Sud
MW-RU  
Rumphi
          Nord
MW-SA  
Salima
          Centrale
MW-TH  
Thyolo
          Sud
MW-ZO  
Zomba
           Sud
```